# Commercial (vervoermiddel)

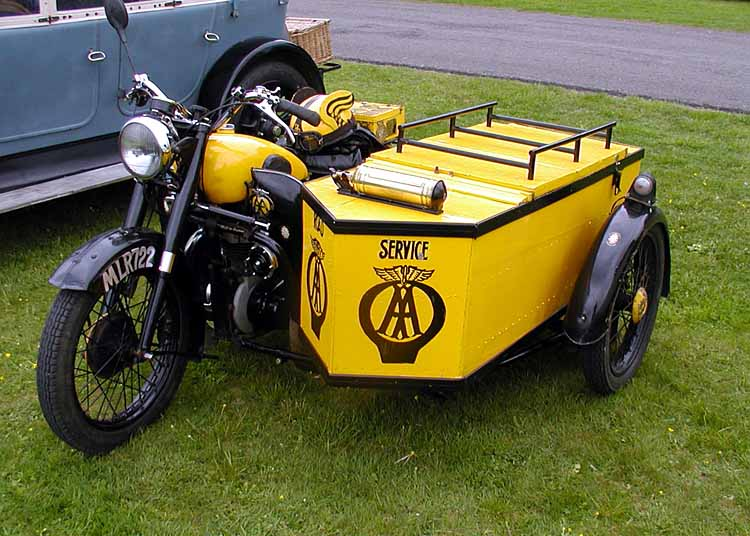
BSA A7 als werkpaard bij de Britse wegenwacht

Commercial is de naam voor een motorfiets of zijspan gemaakt voor commerciële doeleinden. 
Als voorbeeld kan men de Harley-Davidson Servi-Car noemen. Zo zijn er ook door vele fabrikanten zijspannen gemaakt voor het vervoer van allerlei waar, zoals brood, vlees of ijs. Ook de ANWB-wegenwachtzijspannen waren commercials.

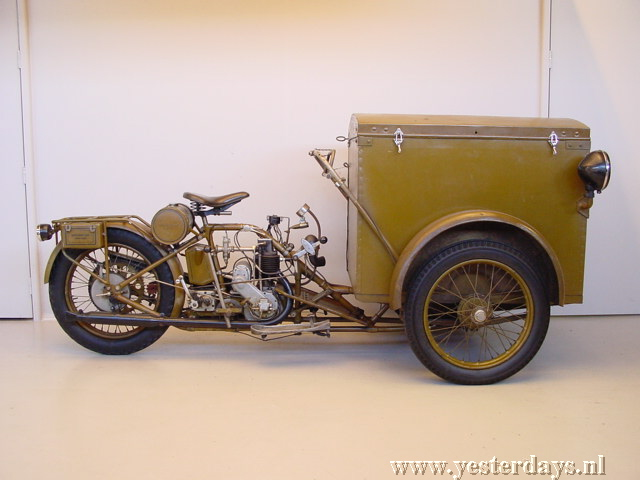
Motosacoche-triporteur uit 1932
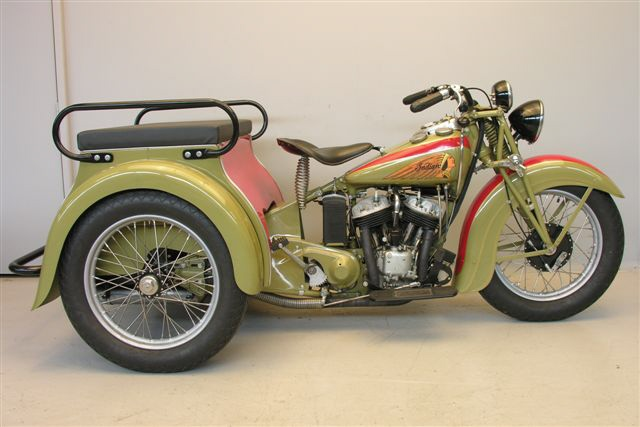
Indian Dispatch Tow uit 1939